# 董锐
董锐（?—?），《资治通鉴》作董诜，五胡十六国南燕慕容超的尚书令。
410年，东晋刘裕攻打南燕广固，正月初二，魏夫人从慕容超登广固城，见东晋大军之盛，握住慕容超的手，相对而泣。尚书仆射韓𧨳说“陛下遭受险恶的命运，正该不懈努力，鼓舞将士百姓的斗志，怎么能做这小女子似的痛哭流涕的事呢？”慕容超擦了擦眼睛上的眼泪，表示歉意。董锐这时却规劝慕容超设降，慕容超大怒，把他囚禁起来。正月初五，刘裕攻克广固，灭南燕。